# Алі-Акрам
Алі-Акрам (д/н — 1566) — останній казанський хан у 1553—1556 роках.

## Життєпис
Син Юсуфа, бія Ногайської Орди. Ймовірно, перебрався до Казані після 1533 року, коли його сестра Сююмбіке стала місцевою ханшею.
Ймовірно, брав участь у війні з Московським царством. Після захоплення московським військом у жовтні 1552 року Казані й приєднанні ханства до Московського царства, Алі-Акрам відступив на північ.
1553 року казанська знать з антимосковської партії на чолі з мурзою Мамиш-Берди оголосило новим казанським ханом Алі-Акрама. Новою столицею держави стало місто Чалим. Деякий час мав допомогу від свого батька.
Спочатку мав успіх у протистоянні з московитами, завдавши поразки Борису Салтикову-Борозку, якого взяли в полон і стратили. У відповідь 1553—1554 роках воєвода Семен Микулінський сплюндрував Арську область. Але Алі-акрам продовжував спротив
1554 року на бік хана перейшли марійці. Проти них виступив боярин Іван Мстиславський. Запекла боротьба тривала, оскільки московити не могли здолати хана, а той не мав сил відвоювати Казань.
1555 року ситуація змінилася, коли Юсуфа було повалено власним братом Ісмаїлом, що став новим бієм Ногайської орди. З цього часу допомога Алі-Акраму припинилася й навпаки ногайський бій став союзником Московського царства.
Проте боротьба хана тривала. Але у 1556 році він зазнав низки поразок. Зрештою загинув при штурмі його столиці Чалим.